# Chiesa del Sacro Volto (Milano)
La chiesa del Sacro Volto è un luogo di culto di Milano, sede della parrocchia omonima. È situata nel quartiere Isola, nei pressi della stazione di Milano Porta Garibaldi in via Sebenico 31.
Dal 1º novembre 2015 fa parte con la parrocchia di Santa Maria alla Fontana della Comunità Pastorale Maria Madre della Misericordia.

## Storia
La chiesa del Sacro Volto fu eretta nel 1934 per ricordare l'Anno Santo della Redenzione (XIX centenario della morte e resurrezione di Gesù), indetto da papa Pio XI. La costruzione fu promossa dal patronato di sant'Antonio che si prendeva cura dei ragazzi e di tutta la popolazione dell'Isola dal punto di vista religioso. La guida dell'Isola era don Eugenio Bussa, che fu riconosciuto da Israele come "Giusto" fra i Giusti tra le nazioni per i tanti bambini ebrei nascosti e salvati durante la seconda guerra mondiale. A don Eugenio Bussa, tumulato nella chiesa del Sacro Volto, è dedicato l'omonimo cavalcavia che collega l'Isola a corso Como.
Nel 1936 il cardinale Ildefonso Schuster, arcivescovo di Milano, consacrò la chiesa e regalò al popolo dell'Isola l'immagine del Volto Santo, opera di Giuseppe Brunner, che ancora oggi è collocata sull'altare maggiore della chiesa.

## Descrizione

### Esterno
La facciata si presenta con un impianto a un solo ordine di colonne e pilastri ed è costruita in mattoni a vista. Risulta nel complesso solenne e armoniosa. Nella parte inferiore si apre la porta di accesso alla chiesa che è sormontata da un bassorilievo rappresentante il volto del Cristo impresso nel sudario della Veronica. Sulla sommità della facciata è collocata una grande croce ai lati della quale si trovano due statue: a sinistra santa Maddalena e a destra santa Veronica.
Sia il volto di Gesù che le statue delle due sante sono opera dello scultore Salvatore Saponaro.

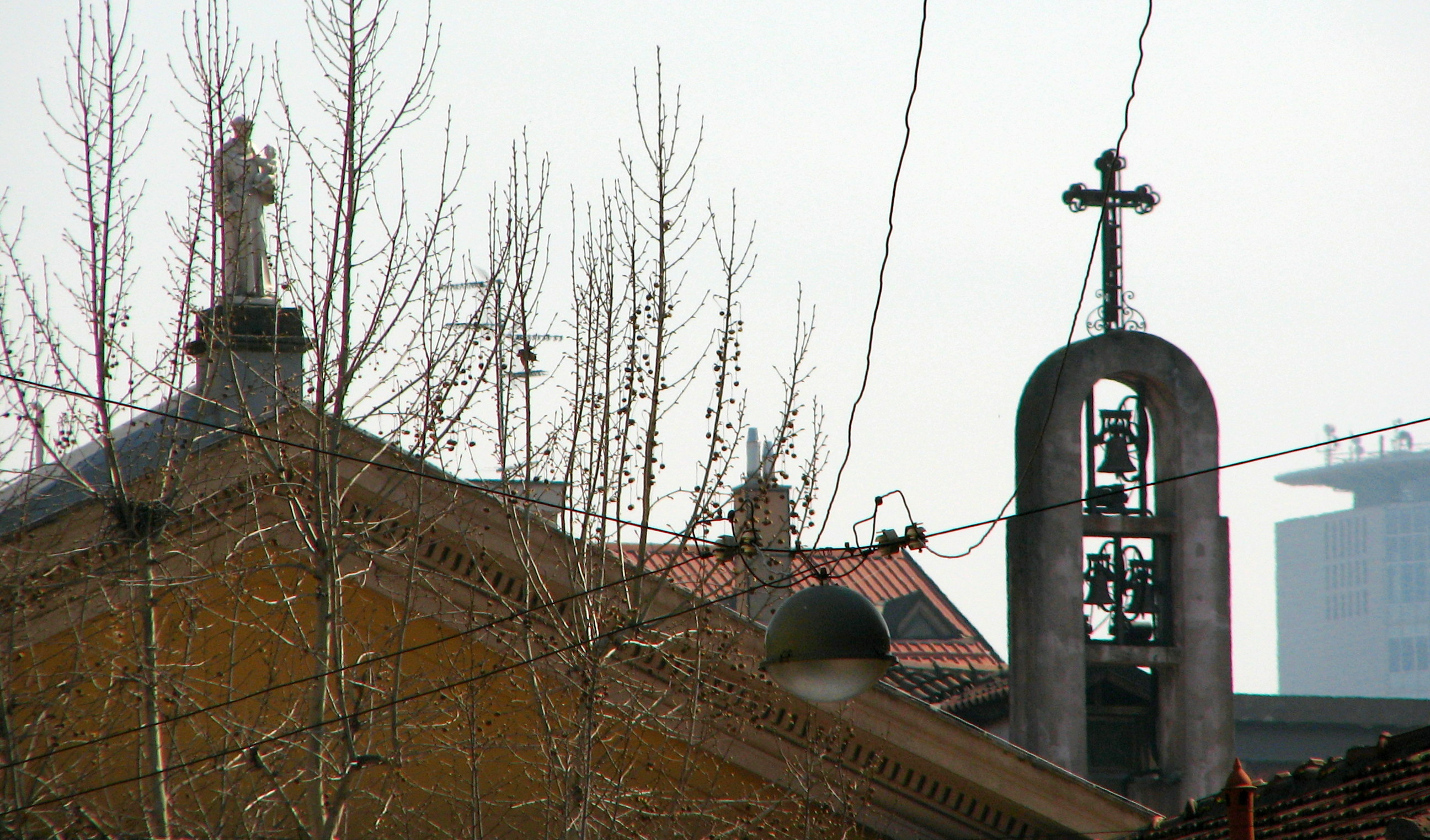
Chiesa del Sacro Volto di Milano - Tetto con la statua di sant'Antonio e campanile

### Interno
L'interno è a tre navate. La navata centrale è scandita da dieci colonne in marmo. Lo sguardo è subito attratto dall'altare progettato da Ottavio Cabiati e dal quadro, illuminato dall'interno, con il Sacro Volto di Gesù. Il quadro è un'opera fotografica di grande pregio e di grande valore documentale perché si tratta di una fotografia della sacra Sindone. L'autore è un artista trentino, Giuseppe Brunner.

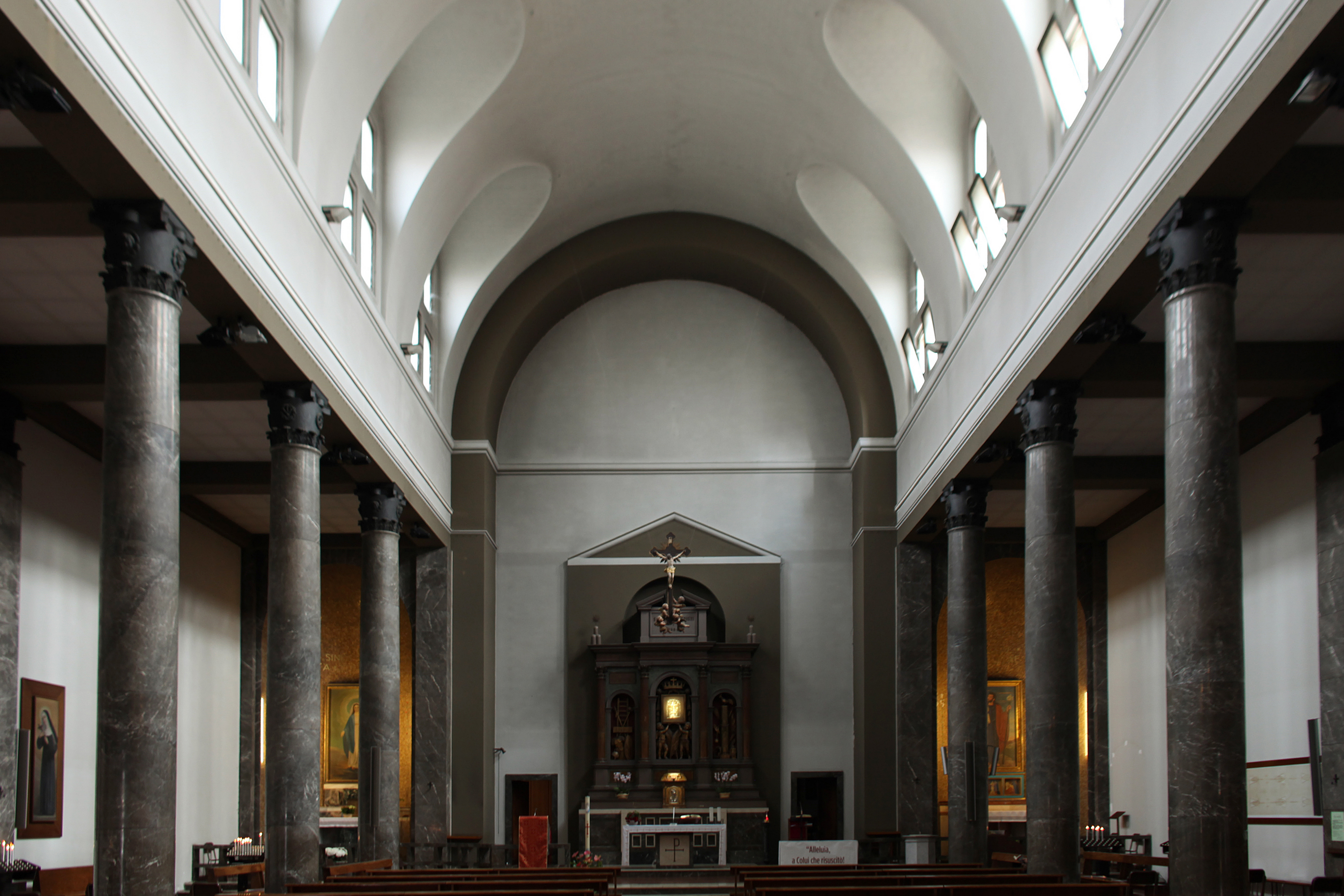
La navata con il presbiterio.

Ai lati sono presenti due nicchie contenenti i simboli e gli strumenti della Passione del Cristo. A destra possiamo vedere la corona di spine, il gallo, la borsa del denaro di Giuda, la colonna della fustigazione con i flagelli e la lanterna. A sinistra, la scritta INRI, le armi del soldato romano, la scala della deposizione. Sopra l'altare, in una nicchia, è collocato il sepolcro spalancato, simbolo della resurrezione e la dicitura "S. Vultus Christi e Santa Sindone".
La cappella a destra dell'altare maggiore, è dedicata a san Giuseppe ed è opera di Ottavio Cabiati. Per diversi anni la cappella di san Giuseppe ha ospitato la statua di san Giosafat Kuncewycz, patrono dell'Ucraina. La chiesa del Sacro Volto è stata infatti un punto di riferimento per i migranti di origine ucraina per i quali veniva regolarmente celebrata la messa in rito greco cattolico ogni domenica, celebrata adesso presso via Meda. La cappella a sinistra dell'altare maggiore è dedicata all'Immacolata. Il dipinto rappresenta la santa Vergine che schiaccia la testa al serpente. Il titolo del quadro è Regina sine labe originali concepta. L'autore del dipinto è il pittore Rino Ferrari che ne ha fatto dono alla chiesa in riconoscenza dell'ospitalità ricevuta presso il Patronato di Sant'Antonio negli anni giovanili, quando, studente presso l'Accademia di belle arti di Brera era allievo di Adolfo Wildt e di Francesco Messina. Il dipinto è stato donato alla chiesa nel 1964.

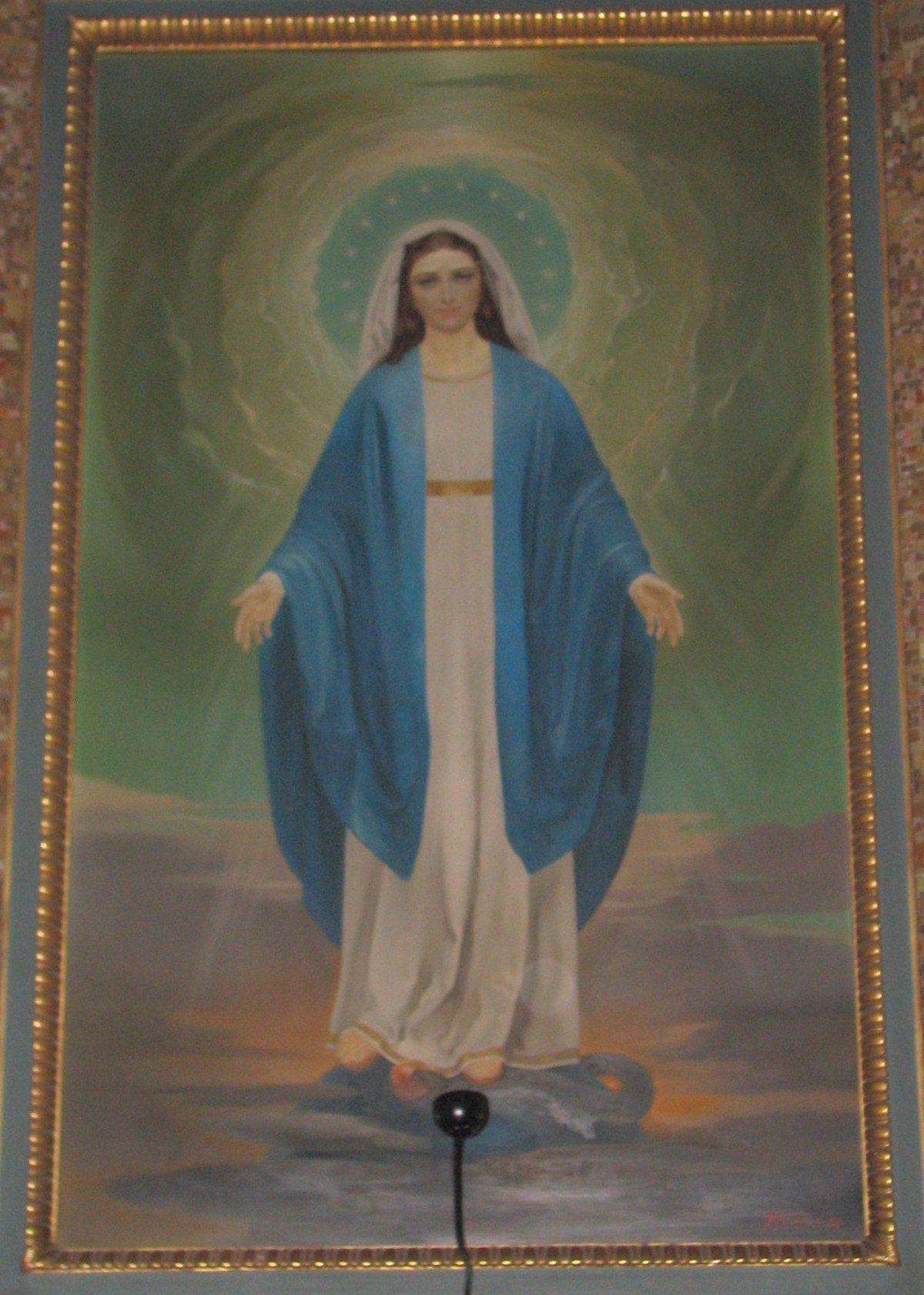
Madonna Immacolata. Dipinto di Rino Ferrari, Milano, 1964.
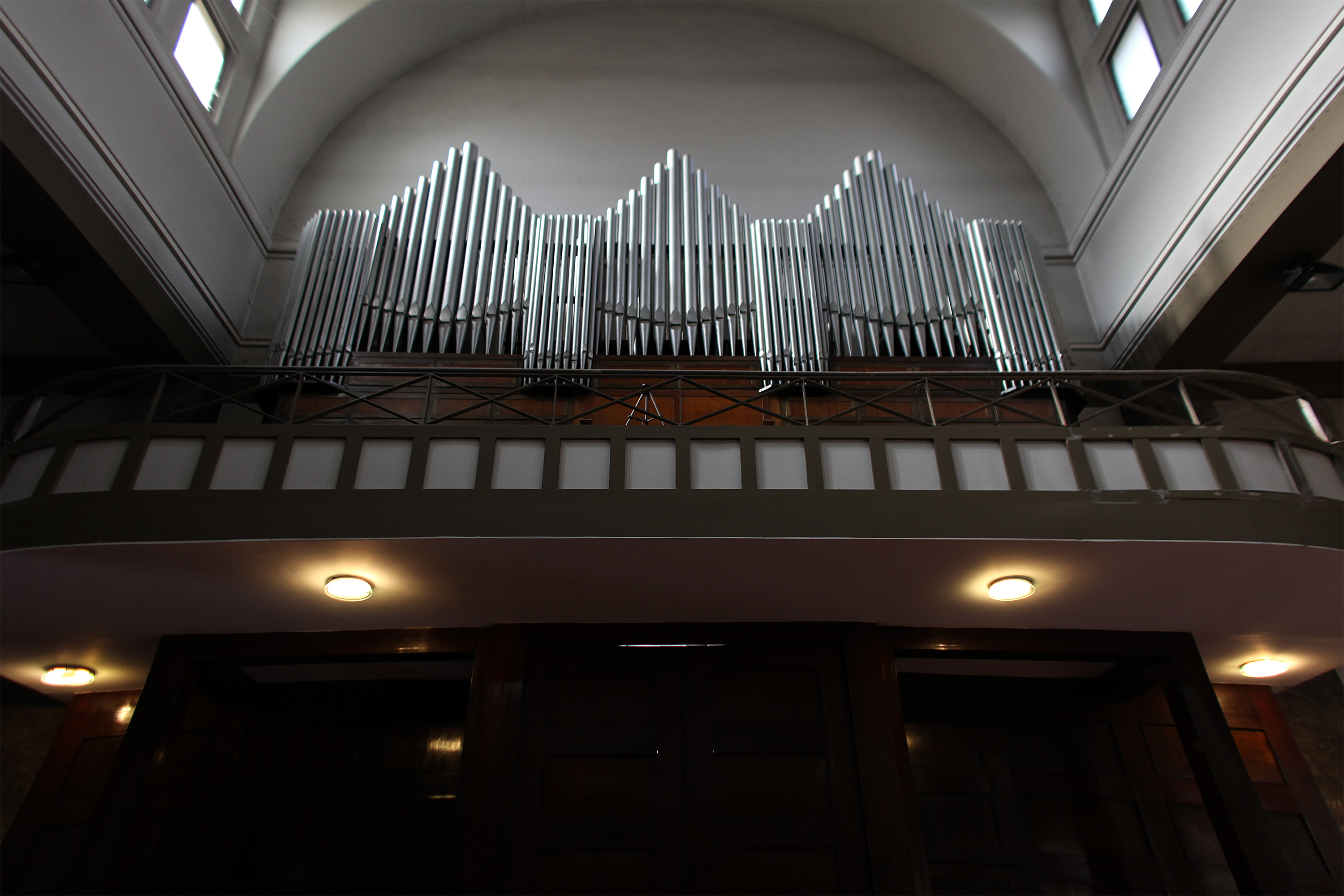
L'organo a canne.